# Adrián Arnu
Adrián Arnu, pseudonimo di Adrián Arnuncio Baquerín (Palencia, 4 marzo 2007), è un calciatore spagnolo, attaccante del Real Valladolid.

## Carriera

### Club
Cresciuto nel settore giovanile del Real Valladolid (nella cui squadra riserve gioca dal 2021 al 2025), il 18 marzo 2023 ha firmato il suo primo contratto professionistico e l'11 maggio 2024 ha debuttato in prima squadra nell'incontro di Primera División pareggiato 0-0 contro l'Espanyol; nella stagione 2024-2025, terminata con una retrocessione nella seconda divisione spagnola, ha giocato 5 partite in prima divisione.

### Nazionale
Ha giocato con le nazionali giovanili spagnole Under-17 ed Under-18.

## Statistiche

### Presenze e reti nei club
Statistiche aggiornate al 14 gennaio 2025
| Stagione                 | Squadra                  | Campionato               | Campionato | Campionato | Coppe nazionali | Coppe nazionali | Coppe nazionali | Coppe continentali | Coppe continentali | Coppe continentali | Altre coppe | Altre coppe | Altre coppe | Totale | Totale | Totale |
| Stagione                 | Squadra                  | Comp                     | Pres       | Reti       | Comp            | Pres            | Reti            | Comp               | Pres               | Reti               | Comp        | Pres        | Reti        | Pres   | Reti   |        |
| ------------------------ | ------------------------ | ------------------------ | ---------- | ---------- | --------------- | --------------- | --------------- | ------------------ | ------------------ | ------------------ | ----------- | ----------- | ----------- | ------ | ------ | ------ |
| 2023-2024                | Real Valladolid B        | SF                       | 23         | 5          | -               | -               | -               | -                  | -                  | -                  | -           | -           | -           | 23     | 5      |        |
| 2024-2025                | Real Valladolid B        | SF                       | 20         | 1          | -               | -               | -               | -                  | -                  | -                  | -           | -           | -           | 20     | 1      |        |
| Totale Real Valladolid B | Totale Real Valladolid B | Totale Real Valladolid B | 43         | 6          |                 | -               | -               |                    | -                  | -                  |             | -           | -           | 43     | 6      |        |
| 2023-2024                | Real Valladolid          | PD                       | 2          | 0          | CR              | 0               | 0               | -                  | -                  | -                  | -           | -           | -           | 2      | 0      |        |
| 2024-2025                | Real Valladolid          | PD                       | 5          | 0          | CR              | 0               | 0               | -                  | -                  | -                  | -           | -           | -           | 5      | 0      |        |
| Totale Real Valladolid   | Totale Real Valladolid   | Totale Real Valladolid   | 7          | 0          |                 | 0               | 0               |                    | -                  | -                  |             | -           | -           | 7      | 0      |        |
| Totale carriera          | Totale carriera          | Totale carriera          | 50         | 6          |                 | 0               | 0               |                    | -                  | -                  |             | -           | -           | 50     | 6      |        |